# Gewerbegebiet-Salzweg
Gewerbegebiet-Salzweg est une localité autrichienne. Elle fait partie de la commune de Oberhofen am Irrsee du district de Vöcklabruck en Haute-Autriche.